# Carea ducalis
Carea ducalis är en fjärilsart som beskrevs av Felix Bryk 1913. Carea ducalis ingår i släktet Carea och familjen trågspinnare. Inga underarter finns listade i Catalogue of Life.